# Certonotus apicalis
Certonotus apicalis là một loài tò vò trong họ Ichneumonidae.